# خالد زنيد
خالد زنيد (1962-) مؤرخ فلسطيني ولد في دير البلح في قطاع غزة، حاصل على درجة البكالوريوس في التاريخ من الجامعة الإسلامية في غزة عام 1986، ودرجة الماجستير في التاريخ من الجامعة الأردنية في عمان عام 1992، كما حصل على درجة الدكتوراه في التاريخ من جامعة الخرطوم عام 1997.

## سيرته الأكاديمية
عمل خالد أحمد زنيد كمحاضر غير متفرغ في جامعة القدس المفتوحة بقسم الإجتماعيات من عام 1994 إلى عام 1997، وهو محاضر في جامعة الأزهر بكلية الآداب قسم التاريخ من عام 1993، ومحاضر غير متفرغ في الجامعة الإسلامية بالدراسات العليا قسم التاريخ من عام 2001، وكان عضواً للجنة إمتحانات الجنوب بكلية العلوم والتكنولوجيا لجامعة الأزهر عام 2000-2001.

## المنشورات
له العديد من الأبحاث المنشورة في مجلات محكمة ومؤتمرات علمية منها:
| الرقم | الاسم                                                            | مكان النشر                                                                                          | السنة |
| ----- | ---------------------------------------------------------------- | --------------------------------------------------------------------------------------------------- | ----- |
| 1     | النشاط الزراعي في بلاد الشام في العصر المملوكي                   | المؤتمر الدولي للتاريخ الإقتصادي للمسلمين في جامعة الأزهر بالقاهرة                                  | 1998  |
| 2     | المقدسي، حياته ومنهجه (946-1000)                                 | الندوة الرابعة ليوم القدس بقسم التاريخ في كلية الآداب في جامعة النجاح الوطنية                       | 1998  |
| 3     | السجون في صدر الإسلام حتى نهاية العصر الأموي                     | مجلة العلوم الإنسانية والإجتماعية - جامعة الإمارات العربية المتحدة                                  | 2000  |
| 4     | الإبل وأهميتها الحضارية في شبه الجزيرة العربية في القرن 7 ميلادي | الندوة العالمية السادسة لتاريخ العلوم عند العرب بالتعاون مع مركز زايد للتراث والتاريخ               | 2000  |
| 5     | السياسة الخارجية للسلطان المملوكي الأشرف برسباي                  | مجلة العلوم الإجتماعية والإنسانية - جامعة عدن                                                       | 2001  |
| 6     | دور المرأة العربية في الحياة الحربية في صدر الإسلام              | المؤتمر الدولي حول دور المرأة السياسي والحضاري عبر العصور بمركز البحوث والدراسات التاريخية بالقاهرة | 2001  |

كما شارك في العديد من الندوات والمؤتمرات منها:
- المؤتمر الدولي الخامس لتاريخ بلاد الشام بالجامعة الأردنية في عمان عام 1990.
- ندوة يوم القدس الرابعة بكلية الآداب في جامعة النجاح الوطنية عام 1998.
- المؤتمر الدولي حول التاريخ الإقتصادي للمسلمين في جامعة الأزهر بالتعاون مع مركز صالح عبد الله كامل للإقتصاد الإسلامي في القاهرة عام 1998.
- الندوة العالمية السابعة لتاريخ العلوم عند العرب المنعقدة بمركز للتراث والتاريخ في الإمارات بالتعاون مع معهد التراث العلمي بجامعة حلب عام 2000.
- المؤتمر الدولي حول دور المرأة السياسي والحضاري عبر العصور الذي ينظمه مركز البحوث والدراسات التاريخية بجامعة القاهرة عام 2001.